# Suore di carità di Gesù e Maria
Le suore di carità di Gesù e Maria (in neerlandese Zusters van Liefde van Jezus en Maria) sono un istituto religioso femminile di diritto pontificio: i membri di questa congregazione pospongono al loro nome la sigla S.C.J.M.

## Storia

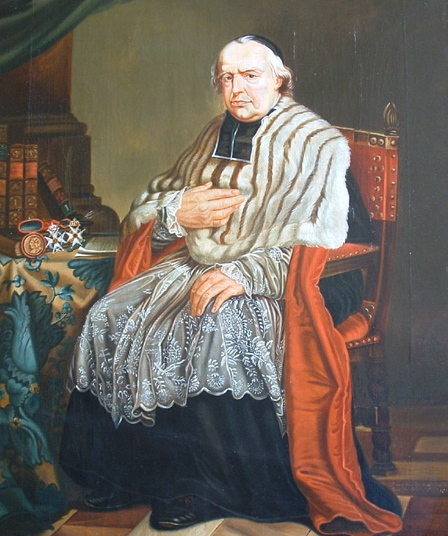
Pierre-Joseph Triest, fondatore della congregazione

La congregazione, sorta per l'educazione della gioventù e l'assistenza agli infermi, venne fondata a Lovendegem, presso Gand, il 4 novembre 1803 da Pierre-Joseph Triest (1760-1836) insieme con Maria-Theresia van der Gauwen (1807-1844), già monaca cistercense a Maegdendael (in religione madre Placida).
Poiché all'epoca era difficoltoso per le nuove società ecclesiastiche ottenere l'approvazione civile, Triest pensò inizialmente di unire le sue suore alle figlie della carità, ma poi redasse per loro dei nuovi statuti ispirati a quelli di san Vincenzo de' Paoli e san Bernardo di Chiaravalle. L'istituto venne eretto in congregazione di diritto diocesano dal vescovo di Gand Fallot de Beaumont il 2 luglio 1804 e nel 1805 si insediò nell'abbazia abbandonata di Cîteaux; la congregazione ottenne il pontificio decreto di lode il 29 settembre 1816.
Le religiose della congregazione si specializzarono nella cura dei malati mentali e nell'educazione di ciechi e sordomuti. Ebbero una rapida diffusione: nel 1888 aprirono la loro prima filiale all'estero, in Inghilterra, poi in Congo (1892), in Ceylon (1896) e nelle Indie britanniche (1897).

## Attività e diffusione
Le suore di carità si dedicano all'istruzione e all'educazione cristiana della gioventù, anche in scuole speciali, alle opere parrocchiali, all'assistenza agli emarginati (senzatetto, immigrati, rifugiati) e all'opera di evangelizzazione.
Sono presenti in Europa (Belgio, Francia, Irlanda, Italia, Paesi Bassi, Regno Unito), in Africa (Mali, Repubblica Centrafricana, Repubblica Democratica del Congo, Ruanda, Sudafrica), in Asia (India, Israele, Pakistan, Sri Lanka) e in Venezuela; la sede generalizia è a Bruxelles.
Al 31 dicembre 2008 la congregazione contava 1.324 religiose in 177 case.